# Marcelo Weigandt
Marcelo Alexis Weigandt (Avellaneda, Buenos Aires; 11 de enero del 2000) es un futbolista argentino que juega como lateral derecho en el Inter de Miami de la Major League Soccer.

## Trayectoria
A los 6 años Weigandt jugó para el Club Villa Ofelia. Posteriormente, arribó al conjunto azul y oro gracias a la intervención de Ramón Maddoni. 

### Boca Juniors
Al principio desempeñó la función de defensor central, y luego se desplazaría posicionalmente hacía la banda derecha. Cabe señalar que el 27 de octubre de 2018 Guillermo Barros Schelotto convocó a Weigandt para suplir la baja por lesión de Gino Peruzzi ante Gimnasia y Esgrima La Plata en la  Superliga 2018-19. El 16 de enero de 2019 debuta en un amistoso con derrota 0-2 ante Unión de Santa Fe. El 19 de abril debuta oficialmente en el triunfo 2-0 ante Estudiantes de Río Cuarto por Copa Argentina 2019, Weigandt recibió elogios de Alfaro y de la prensa. El 5 de mayo fue uno de los mejores de Boca en el 3-1 sobre Godoy Cruz, antes había jugado los 90 de la ida ante el conjunto mendocino (1-2). Boca le ganó 0-1 a Athletico Paranaense el 24 de julio de 2019, Weigandt completó un buen estreno internacional, por la ida de octavos de final de Copa Libertadores 2019. Finalizaría su primer paso por el xeneize siendo campeón de la Superliga 2019-20 Argentina.

### Gimnasia y Esgrima La Plata
Weigandt fue dado a préstamo por un año y medio a Gimnasia y Esgrima La Plata a mediados del 2020 por Boca para obtener experiencia, dado que no estaba siendo tenido en cuenta por el entrenador del conjunto xeneize, Miguel Ángel Russo. Luego de un año, a mediados de 2021, fue repatriado por Boca que hizo uso de una cláusula que le permitía rescindir el préstamo seis meses antes de que finalice.

### Inter de Miami
En marzo de 2024, es cedido a Inter de Miami, el equipo de Lionel Messi y Luis Suárez, por dos temporadas.

## Selección nacional

### Sub-20
Conformó el seleccionado sub-20 de fútbol de su país durante la Copa Mundial Sub-20 2019, seleccionado por Fernando Batista.

### Participaciones en Copas del Mundo
| Torneo                   | Sede    | Resultado        | Partidos | Goles |
| ------------------------ | ------- | ---------------- | -------- | ----- |
| Copa Mundial Sub-20 2019 | Polonia | Octavos de final | 2        | 0     |

## Estadísticas

### Clubes
Actualizado hasta su último partido disputado el 16 de agosto de 2025.
| Club                              | Div.          | Temporada     | Liga  | Liga  | Liga   | Copas nacionales | Copas nacionales | Copas nacionales | Torneos internacionales | Torneos internacionales | Torneos internacionales | Total | Total | Total  |
| Club                              | Div.          | Temporada     | Part. | Goles | Asist. | Part.            | Goles            | Asist.           | Part.                   | Goles                   | Asist.                  | Part. | Goles | Asist. |
| --------------------------------- | ------------- | ------------- | ----- | ----- | ------ | ---------------- | ---------------- | ---------------- | ----------------------- | ----------------------- | ----------------------- | ----- | ----- | ------ |
| C. A. Boca Juniors Argentina      | 1.ª           | 2018-19       | —     | —     | —      | 3                | 0                | 0                | —                       | —                       | —                       | 3     | 0     | 0      |
| C. A. Boca Juniors Argentina      | 1.ª           | 2019-20       | 3     | 0     | 0      | 1                | 0                | 0                | 5                       | 0                       | 0                       | 9     | 0     | 0      |
| C. A. Boca Juniors Argentina      | 1.ª           | 2021          | 10    | 1     | 2      | 1                | 0                | 0                | 2                       | 0                       | 0                       | 13    | 1     | 2      |
| C. A. Boca Juniors Argentina      | 1.ª           | 2022          | 8     | 0     | 0      | 7                | 0                | 0                | —                       | —                       | —                       | 15    | 0     | 0      |
| C. A. Boca Juniors Argentina      | 1.ª           | 2023          | 15    | 0     | 3      | 9                | 0                | 1                | 8                       | 2                       | 1                       | 32    | 2     | 5      |
| C. A. Boca Juniors Argentina      | Total club    | Total club    | 36    | 1     | 5      | 21               | 0                | 1                | 15                      | 2                       | 1                       | 72    | 3     | 7      |
| Gimnasia y Esgrima (LP) Argentina | 1.ª           | 2020          | —     | —     | —      | 8                | 1                | 1                | —                       | —                       | —                       | 8     | 1     | 1      |
| Gimnasia y Esgrima (LP) Argentina | 1.ª           | 2021          | —     | —     | —      | 13               | 2                | 2                | —                       | —                       | —                       | 13    | 2     | 2      |
| Gimnasia y Esgrima (LP) Argentina | Total club    | Total club    | 0     | 0     | 0      | 21               | 3                | 3                | 0                       | 0                       | 0                       | 21    | 3     | 3      |
| Inter de Miami Estados Unidos     | 1.ª           | 2024          | 26    | 0     | 3      | —                | —                | —                | 6                       | 0                       | 0                       | 32    | 0     | 3      |
| Inter de Miami Estados Unidos     | 1.ª           | 2025          | 15    | 1     | 1      | —                | —                | —                | 11                      | 1                       | 0                       | 26    | 2     | 2      |
| Inter de Miami Estados Unidos     | Total club    | Total club    | 41    | 1     | 4      | 0                | 0                | 0                | 17                      | 1                       | 0                       | 58    | 2     | 5      |
| Total carrera                     | Total carrera | Total carrera | 77    | 2     | 9      | 42               | 3                | 4                | 32                      | 3                       | 1                       | 151   | 8     | 15     |
| 1. 2. 3.                          |               |               |       |       |        |                  |                  |                  |                         |                         |                         |       |       |        |

## Palmarés

### Campeonatos nacionales
| Título             | Equipo             | País           | Año     |
| ------------------ | ------------------ | -------------- | ------- |
| Primera División   | C. A. Boca Juniors | Argentina      | 2019-20 |
| Copa Argentina     | C. A. Boca Juniors | Argentina      | 2019-20 |
| Copa de la Liga    | C. A. Boca Juniors | Argentina      | 2022    |
| Primera División   | C. A. Boca Juniors | Argentina      | 2022    |
| Supporters' Shield | Inter de Miami     | Estados Unidos | 2024    |